# زیربخش‌های انگلستان
زیربخش‌های انگلستان به سلسله مراتبی از تقسیمات اداری و مناطق تشریفاتی غیر اداری گفته می‌شود که آنها را تشکیل می‌دهد.
به‌طور کلی، سرزمین انگلستان به ۹ منطقه و ۴۸ شهرستان تشریفاتی بخش شده است، اگرچه این بخش‌بندی‌ها تنها نقش محدودی در سیاست عمومی و تقسیم قدرت ایفا می‌کنند. برای اهداف اداری و سیاسی هر حکومت محلی، کشور به شهرستان‌ها، ناحیه‌ها و محله‌های مجزا تقسیم می‌شود. در برخی مناطق، شهرستان‌ها و بخش‌ها ساختاری اداری و دو لایه را شکل می‌دهند، در حالی که در برخی دیگر تحت مرجعی واحد ترکیب می‌شوند. محله‌ها تنها بخشی از انگلستان را پوشش می‌دهند.
سیستم فعلی در حال استفاده، نتیجه اصلاحاتی تدریجی است که ریشه در قوانین مصوب ۱۹۶۵ و ۱۹۷۲ دارد.

شهرستان متروپولیتن
دو طبقه شهرستان غیر کلانشهری
اقتدار واحد (شهرستان و ناحیه غیر کلانشهری)
شهرستان غیر کلانشهری با چندین مقام واحد (که شهرستان نیستند)
لندن بزرگ
مناطق "sui generis" (سیتی لندن و مجمع‌الجزایر سیلی)
مرز منطقه ای
مرز شهرستان تشریفاتی
مرز شهرستان غیر کلانشهری

## اداری
مدل اداره انگلستان، دارای ساختار غیرهمگانی از زیرمجموعه‌های دولت محلی است. در این سیستم، دو طبقه از زیرمجموعه‌های دولت محلی وجود دارد - شهرستان‌ها (اداری) و مناطق (به عنوان بخش‌های شهر لندن شناخته می‌شوند).
تقسیمات محلی متفاوتی در سراسر انگلستان وجود دارد:
- ساختار لایه:
  - ردیف شهرستان
  - ردیف ناحیه
- ساختار اختیارات:
  - اقتدار ترکیبی و اقتدار لندن بزرگ
  - اقتدار واحد، کلانشهر (متروپولیتن) و محله لندن

در حال حاضر ساختار قدرت دهی در بریتانیا به آرامی در حال جایگزینی ساختار ردیفی و کلانشهرها با همه مناطق شهری در اختیارات ترکیبی و لغو دوره ای شوراهای ساختار ردیفی به شوراهای مقتدر یکپارچه و واحد است.

### طبقات
اصلاحات حکومت محلی در سال ۱۹۷۴ میلادی منجر به ایجاد و گسترش ساختار ردیفی در سراسر انگلستان شد و مقامات شهرستانی در کلانشهر و لندن بزرگ نیز وجود داشتند، اصلاحات در سال ۱۹۸۶ این ساختارها را لغو کرد. پس از اصلاحاتی که در سال ۱۹۹۶ میلادی صورت گرفت، به کار بردن از این سازه رو به کاهش بوده است، به گونه ای که تنها ۲۱ منطقه طبقه‌بندی شده از ۴۸ اصلی باقی مانده است. بخش بزرگ خدمات از جمله خدمات آموزشی و اجتماعی را ارائه می‌دهد در حالی که ۱۶۴ شورای سطح منطقه نقش محدودتری دارند.

### مسئولان
از آوریل ۲۰۲۳، ۶۲ واحد اداری وجود دارد. مقامات در واحدهای اداری کنترل عملکرد مناطق خود را برعهده دارند. یک فشار کلی به سمت سازماندهی مجدد دولت محلی انگلیسی به ساختار قدرت وجود دارد، اغلب سازماندهی مجدد شرط اختیارات واگذاری جدید است. ۴۶ واحد اداری در پی اصلاحات ۱۹۹۶ ایجاد شد، ۹ مقام دیگر در سال ۲۰۰۹ ایجاد شد و به دنبال آن تغییرات بیشتر در سال‌های ۲۰۱۹، ۲۰۲۰، ۲۰۲۱ و ۲۰۲۳ ایجاد شد. منطقه اداری لندن بزرگ در سال ۱۹۶۵ با ۳۲ بخش به استثنای شهر لندن ایجاد شد. شش منطقه دو طبقه متروپولیتن در سال ۱۹۷۴ مشابه مدل لندن بزرگ ایجاد شد. این شوراهای سطح شهرستان اختیارات بیشتری به دیگران واگذار کردند. در سال ۱۹۸۶، با باقی ماندن بخش‌های لندن، شهرک‌های متروپولیتن و هیئت مدیره‌های ترکیبی، سطح شهرستان لغو شد. جدای از وضعیت، این بخش‌ها دارای اختیارات یکسانی نسبت به مقامات واحد هستند.
مقامات ترکیبی برعکس شهرستان در یک ساختار لایه ای عمل می‌کنند، اقتدار ترکیبی بر اساس آنچه که مقامات واحد توافق کرده‌اند روی آن تمرکز کنند و چه اختیاراتی توسط دولت مرکزی داده شده است، عمل می‌کند. در سال ۲۰۰۰، اداره لندن بزرگ با شهردار منتخب لندن و مجمع لندن ایجاد شد. در سال ۲۰۱۰، سازمان منچستر بزرگ با روشی مشابه GLA a با مقامات ترکیبی بیشتر بر اساس GMCA ایجاد شد. تا تاریخ ژوئن ۲۰۲۳ </link></link>، ۱۰ مرجع ترکیبی و اداره لندن بزرگ در حال حاضر وجود دارند.

### دیگر

#### Sui generis
جزایر اسسیلی توسط یک مقام محلی خاص به نام شورای جزایر سیلی اداره می‌شود. این مرجع در سال ۱۸۹۰ به عنوان شورای منطقه روستایی جزیره اسکیلی تأسیس شد. تغییر نام یافت، اما به دلیل تغییرات در دولت محلی که در سال ۱۹۷۴ در بقیه انگلستان خارج از لندن بزرگ رخ داد، اصلاح نشد. اگرچه به‌طور مؤثر یک مرجع واحد است، برای مثال یک مرجع آموزشی است، جزایر سیلی بخشی از شهرستان تشریفاتی کورنوال هستند و برای خدماتی مانند بهداشت و توسعه اقتصادی با شورای کورنوال ترکیب می‌شوند.
شهر باستانی لندن یک بخش ۳۳ را تشکیل می‌دهد و توسط شرکت شهر لندن اداره می‌شود، یک مرجع منحصر به فرد برخلاف هر کشور دیگری در انگلستان که تا حد زیادی از هر یک از اصلاحات حکومت محلی در قرن ۱۹ و ۲۰ اجتناب کرده است.

#### محله‌های مدنی
محله مدنی محلی‌ترین واحد دولتی در انگلستان است. یک محله توسط یک شورای محله یا جلسه محلی اداره می‌شود که تعداد محدودی از وظایف را انجام می‌دهد که در غیر این صورت توسط مقامات محلی انجام می‌شود. یک محله مدنی در لندن بزرگ (پارک کوئینز، در شهر وست مینستر) وجود دارد، و همه بقیه انگلستان ساکن نیستند. تعداد بخش‌ها و کل مساحت محله در حال افزایش است.

## غیر اداری

### مناطق
در بالاترین سطح، کل انگلستان به ۹ منطقه تقسیم می‌شود که هر کدام از تعدادی شهرستان و ناحیه تشکیل شده است. این «مناطق اداری دولتی» در سال ۱۹۹۴ ایجاد شدند، و از انتخابات یورو ۱۹۹۹ تا خروج بریتانیا از اتحادیه اروپا، به عنوان حوزه انتخابیه پارلمان اروپا در بریتانیا و در حوزه پارلمان اروپا انگلستان مورد استفاده قرار گرفتند.
تلاش نافرجامی برای ایجاد مجامع منطقه‌ای منتخب در خارج از لندن در سال ۲۰۰۴ صورت گرفت و از آن زمان ساختارهای حکمرانی منطقه‌ای (مجمع‌های منطقه‌ای، آژانس‌های توسعه منطقه‌ای و هیئت‌های رهبران مقامات محلی) مورد بازنگری قرار گرفتند. پس از تغییر دولت در سال ۲۰۱۰، قرار بود اینها تا سال ۲۰۱۲ لغو شوند. </link></link>

### شهرستان‌های تشریفاتی و تاریخی
برای اهداف غیر اداری، انگلستان به‌طور کامل به ۴۸ شهرستان تشریفاتی تقسیم شده است. اینها برای اهداف انتصاب لردها ستوان که نمایندگان ولیعهد در آن مناطق هستند و همچنین راهی برای گروه‌بندی شهرستان‌های غیر کلان‌شهری استفاده می‌شود. هنگام تعیین حدود حوزه انتخابیه پارلمانی به آنها توجه می‌شود.</link> شهرستان‌های تشریفاتی معمولاً از نام‌های شهرستان‌های تاریخی نام‌گذاری می‌شوند، شهرستان تشریفاتی به‌عنوان یک میانی برای مرزهای اداری و مناطق طولانی مدتی که در زمینه‌هایی مانند ورزش استفاده می‌شود عمل می‌کند.

### عناوین، شهرستان‌های غیر کلانشهری و کلانشهری
شوراهایی در سطح شهرستان و هر مرجع واحد ، شهرستان‌های غیر کلان‌شهری جداگانه‌ای هستند، هر شهرستان غیرکلان‌شهری را می‌توان به‌عنوان ناحیه، شهر یا محله مشخص کرد و نامید. در هر صورت برکشایر یک ناهنجاری در این ترتیب است که به موجب آن مناطق آن به مقامات واحد تبدیل می‌شوند، شهرستان غیر کلان‌شهری همچنان عنوان شهرستان سلطنتی را نگاه می‌دارد، به همان ترتیبی که شهرستان شهری با لغو شوراهای سطح شهرستان باقی ماند. در نهایت هرکدام مربوط به یک نهاد اداری است.
مناطق غیر کلانشهری نیز می‌توانند به عنوان یک بخش، شهر یا منطقه معرفی شوند. مناطق اقتدار واحد عبارت اند از شهرستانهای غیر کلانشهری مشترک و مناطق غیر کلانشهری.

## یادداشت
1. ↑  Metropolitan (36); non-metropolitan two-tier (164); unitary authority (62); London borough (32); sui generis (2)